# Fagiolo

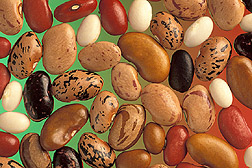
Insieme di fagioli misti.

Schema della struttura interna di un fagiolo.

Il fagiolo è il seme commestibile di diverse cultivar della pianta del fagiolo comune (Phaseolus vulgaris), o altre specie (Phaseolus lunatus, Vigna unguiculata, Vigna radiata, Vigna mungo) utilizzato nell'alimentazione umana: si può utilizzare il solo seme (fresco oppure secco e reidratato), oppure l'intero baccello ancora tenero (fagiolino).
Fa parte dell'insieme dei legumi.

## Valori nutrizionali
I fagioli sono ricchi di principi nutritivi e molto calorici: in particolare, sono ricchi di vitamine (gruppi A, B, C ed E) e di diversi sali minerali (potassio, ferro, calcio, zinco e fosforo), nonché di fibre.
I valori nutrizionali di fagioli possono variare in base alle diverse varietà; i seguenti valori sono indicativi per 100 g di fagioli secchi:
- Acqua 10,5 g
- Carboidrati 47,5 g
- Proteine 23,6 g
- Grassi 2 g
- Valore energetico 291 kcal

## Produzione
| I 10 maggiori produttori di fagiolo nel 2018 | I 10 maggiori produttori di fagiolo nel 2018 |
| Paese                                        | Produzione (kg)                              |
| -------------------------------------------- | -------------------------------------------- |
| India                                        | 20.000                                       |
| Birmania                                     | 9.927                                        |
| Brasile                                      | 5.030                                        |
| Stati Uniti                                  | 510                                          |
| Cina                                         | 407                                          |
| Tanzania                                     | 359                                          |
| Messico                                      | 156                                          |
| Uganda                                       | 109                                          |
| Kenya                                        | 77                                           |
| Etiopia                                      | 29                                           |

## Varietà
Il fagiolo è disponibile in numerose varietà e specie. Di seguito alcune delle qualità più diffuse in commercio:

### Phaseolus vulgaris
- Borlotto
- Cannellino
- Corona
- Bianco di Spagna
- Fagiolo nero
- Fagiolo rosso
- Fagiolo di Lamon
- Fagiolo del Purgatorio
- Fagiolo zolfino
- Pinto
- Anasazi

### Phaseolus lunatus
- Lima

### Vigna unguiculata
- Fagiolo dell'occhio

### Vigna radiata
- Mungo verde

### Vigna mungo
- Mungo nero

### Vigna angularis
- Azuki